# آدریانا ایتورباید
آدریانا ایتورباید (انگلیسی: Adriana Iturbide؛ زادهٔ ۲۷ مارس ۱۹۹۳) بازیکن فوتبال اهل مکزیک است.
وی همچنین در تیم ملی فوتبال زنان مکزیک بازی کرده‌است.